# Reinwardtoena crassirostris
Reinwardtoena crassirostris là danh pháp khoa học của một loài chim thuộc họ Bồ câu (Columbidae) do nhà động vật học người Anh John Gould lần đầu mô tả vào năm 1856. Đây là loài đặc hữu tại quần đảo Solomon, sinh sống chủ yếu trong các khu rừng đồi ở độ cao 500–900 m. R. crassirostris có ngoại hình to lớn và lực lưỡng, với chiều cao rơi vào khoảng 40–42 cm. Chim sở hữu cho mình một bộ mào màu xám tím nhạt, dễ phân biệt. Ở giai đoạn trưởng thành, loài này chủ yếu mang màu xám xanh, cùng một cái đuôi hơi đen và cái cổ màu vàng da bò lẫn chút sắc xám. Mỏ loài có màu đỏ và đầu chóp mỏ có màu vàng. Cả hai giống đực và cái nhìn chung giống nhau. Chim non không có mào, nhưng lại có phần đầu đen hơn và phần cánh uể oải hơn so với con trưởng thành.
Khẩu phần ăn chủ yếu của R. crassirostris là các loại quả trên tán cây. Bình thường, chim hay sống đơn độc hoặc theo từng cặp. Tính đến nay, người ta chỉ mới phát hiện ra duy nhất một chiếc tổ do loài lập, vào tháng 11 năm 1995 trên một vách đá hiểm trở. Tổ bao gồm 1 quả trứng, được ấp bởi chim bố lẫn chim mẹ. Liên minh Bảo tồn Thiên nhiên Quốc tế phân loại R. crassirostris vào nhóm "sắp bị đe dọa" do số lượng loài tương đối ít và có xu hướng suy giảm bởi những khu rừng đất thấp nằm trong phạm vi phân bố của chúng đang bị khai phá trên diện rộng.

## Phân loài và hệ thống
Nhà điểu học John Gould lần đầu mô tả Reinwardtoena crassirostris vào năm 1865 nhưng với tên gọi Turacoena crassirostris dựa trên một mẫu vật đến từ hòn Guadalcanal thuộc quần đảo Solomon. Đến năm 1876, nhà động vật học người Ý Tommaso Salvadori lần đầu chuyển loài về chi Reinwardtoena. Tuy nhiên, sau này, một số học giả lại có suy nghĩ khác; họ cho rằng đây là loài chim duy nhất thuộc chi Coryphoenas trong những tác phẩm của mình. Tên chung Reinwardtoena là để vinh danh nhà tự nhiên học người Hà Lan Caspar Reinwardt. Người ta đã kết hợp họ của ông với từ οἶνος (oinas) thuộc tiếng Hy Lạp cổ, mang nghĩa "bồ câu". Tên riêng crassirostris có nguồn gốc từ tiếng Latin: crassus (dày đặc) và rostris (có mỏ). Trong tiếng Anh, Liên minh các nhà điểu học Quốc tế chính thức lấy "crested cuckoo-dove" làm tên thông thường cho R. crassirostris. Một số tên thông thường khác cho loài phải kể đến như "crested pigeon" và "crested long-tailed pigeon". Ở ngôn ngữ Duke tại đảo Kolombangara, chim được biết đến với cái tên ngumúlu.
R. crassirostris là một trong tổng số ba loài thuộc chi Reinwardtoena. Loài chim bồ câu này khá dễ phân biệt so với hai loài còn lại. Trước khi được nhà điểu học Derek Goodwin gộp vào Reinwardtoena từ năm 1983, R. crassirostris đã từng được xếp vào chi Coryphoenas. R. crassirostris không có phân loài nào.

## Mô tả
Reinwardtoena crassirostris là bồ câu có ngoại hình to lớn và lực lưỡng, với chiều cao rơi vào khoảng 40–42 cm. Đặc điểm nổi bật nhất trên cơ thể loài chính là bộ mào dài, mang màu xám tím nhợt được đặt ngay ở trên đỉnh đầu và phía sau lưng chim. Bộ phận này được làm chủ yếu từ những chiếc lông vũ có kết cấu giống tóc; khi đậu, chim nghiêng mào lên trên một góc 45 độ. Đầu của R. crassirostris có màu xám tím nhạt, phần họng lại mang màu vàng da bò pha lẫn một chút xám, rồi chuyển dần sang màu xám xanh tại vị trí gần ngực và cổ. Phần thân dưới, lưng trên và cánh của chim có màu xám xanh sậm hơn. Chỗ ngực và thân dưới của một số cá thể còn có thêm một vết vàng nâu nhạt. Lông bay đuôi của con vật có một dải màu xám nhạt tại gốc; dải này nằm rộng nhất ở những chiếc lông vũ nằm ở vị trí ngoài cùng. Mống mắt của chim có màu vàng, với da hốc mắt ở xung quanh có màu đỏ. Mỏ loài này có màu hơi đỏ, còn đầu chóp mỏ thì có màu vàng. Xương hàm dưới của loài cong nhiều. Đuôi chim màu hơi đen, trong khi chân chim lại có sắc đỏ. Cả hai giống đực và giống cái nhìn chung giống nhau. Chim non không có mào, nhưng lại có phần đầu đen hơn, phần cánh uể oải hơn so với con trưởng thành. Ngoài ra, những chú chim non còn có màu gỉ ở viền ngoài những chiếc lông vũ.
Dù R. crassirostris là một loài chim khá dễ phân biệt, nhiều người vẫn nhầm lẫn nó với một số loài khác. Khi bay, bộ mào của cá thể nằm ngang và khó có thể nhìn ra; chính vì lí do ấy, người ta thường hay nhầm lẫn giữa R. crassirostris và loài Gymnophaps solomonensis khi không quan sát rõ chúng lúc đang bay. G. solomonensis là loài chim bồ câu với các đặc điểm: mỏ mỏng hơn, cánh dài hơn, đuôi ngắn hơn, và phần thân trên nhỏ gọn hơn R. crassirostris. Đôi khi, người ta cũng hay nhầm lẫn R. crassirostris với loài bồ câu Choiseul đã tuyệt chủng vào khoảng đầu thế kỉ thứ 20. Cả hai loài vật có ngoại hình cực kì khác biệt nhưng chúng đều có mào. Những trường hợp nhận dạng nhầm R. crassirostris thành bồ câu Choiseul đã dẫn đến một số tuyên bố cho rằng loài chim này vẫn còn tồn tại.

## Phân bố và môi trường sống
Reinwardtoena crassirostris là loài đặc hữu ở quần đảo Solomon. Tại đây, loài được tìm thấy trên các thung lũng thuộc các đảo Bougainville, Choiseul, Santa Isabel, Kolombangara, New Georgia, Vangunu, Nggatokae, Rendova, Guadalcanal, Malaita, Makira, Three Sisters và Ugi. R. crassirostris sinh sống chủ yếu ở vùng rừng thứ sinh, bìa rừng tại các nơi đất thấp và trên những mảnh đồi dốc. Tuy nhiên, chúng đặc biệt ưa thích những khu rừng đồi ở độ cao từ 500–900 m. Thông thường, R. crassirostris có mặt ở độ cao trên 1.100 m; nhưng tại Guadalcanal, chúng lại xuất hiện ở độ cao trên 1.500 m. Nhiều học giả tin rằng đây là một loài chim di trú, nhưng, điều này vẫn chưa được chứng minh.

## Tập tính và sinh thái
Reinwardtoena crassirostris thường sống đơn độc hoặc theo từng cặp. Loài chim này bay khá nhanh và bay theo kiểu trực tiếp. Chúng thường ăn trái cây để sống qua ngày, chẳng hạn như những loại hoa quả thuộc chi Osmoxylon và Schefflera. R. crassirostris đa phần kiếm ăn ở trên tán cây, nhưng thỉnh thoảng xuống dưới đất để kiếm thức ăn. Tập tính sinh sản của loài bồ câu này vẫn là một câu hỏi lớn trong giới Sinh học. Tính đến nay, người ta chỉ mới phát hiện ra duy nhất một chiếc tổ do loài lập vào tháng 11 năm 1995 trên một vách đá hiểm trở; vách đá này nằm cạnh một con sông thuộc đảo Choiseul. Chiếc tổ được xây dựng bằng cành cây và chứa 1 quả trứng, được ấp bởi chim bố lẫn chim mẹ.

## Tình trạng
Liên minh Bảo tồn Thiên nhiên Quốc tế phân loại Reinwardtoena crassirostris vào nhóm "sắp bị đe dọa". Trong phạm vi phân bố của mình, loài bồ câu này không phổ biến và xuất hiện với mật độ thấp. Tuy vậy, người ta cũng có thể thường xuyên bắt gặp loài ở các vùng khác nhau và loài thường phổ biến ở những địa phương nhỏ. R. crassirostris phân bố rộng rãi ở Santa Isabel; tương đối rộng ở Kolombangara, Guadalcanal và San Cristobal; hiếm gặp ở Bougainville. Quy mô quần thể của R. crassirostris chưa được ước tính, nhưng người ta tin rằng số lượng loài khá ít và đang có xu hướng suy giảm bởi những khu rừng đất thấp nằm trong phạm vi phân bố của loài đang bị khai phá trên diện rộng. Các học giả cho rằng số lượng loài ở những khu vực đất thấp cũng đang suy giảm liên tục; nhưng ở những khu vực đồi núi, số lượng loài chỉ đang dần dần giảm. Săn bắt cũng là một trong những tác nhân gây hại đến R. crassirostris, tuy nhiên người ta tin rằng việc săn không để lại tác động quá lớn.